# Nowopawliwśke
Nowopawliwśke (ukr. Новопавлівське) – wieś na Ukrainie, w obwodzie mikołajowskim, w rejonie basztańskim, w hromadzie Snihuriwka. W 2001 liczyła 344 mieszkańców.